# MNK Mejaši Split
Malonogometni klub Mejaši je futsal klub splitskog kvarta Mejaši. Klub nastupa u prvoj Hrvatskoj malonogometnoj ligi. Osnovan je 1982. godine.
Mejaši su veliki rivali s najtrofejnijim hrvatskim malonogometnim klubom Brodosplit Inženjeringom.